# Dekanat bychowski
Dekanat bychowski – jeden z pięciu dekanatów wchodzących w skład eparchii bobrujskiej i bychowskiej Egzarchatu Białoruskiego Patriarchatu Moskiewskiego.

## Parafie w dekanacie
- Parafia Kazańskiej Ikony Matki Bożej w Barkułabowie
  - Cerkiew Kazańskiej Ikony Matki Bożej w Barkułabowie
- Parafia Trójcy Świętej w Bychowie
  - Cerkiew Trójcy Świętej w Bychowie
- Parafia Opieki Matki Bożej w Czeczewnikach
  - Cerkiew Opieki Matki Bożej w Czeczewnikach
- Parafia Zaśnięcia Najświętszej Maryi Panny w Mokrem
  - Cerkiew Zaśnięcia Najświętszej Maryi Panny w Mokrem

## Monastery
- Monaster Wniebowstąpienia Pańskiego w Barkułabowie

## Galeria

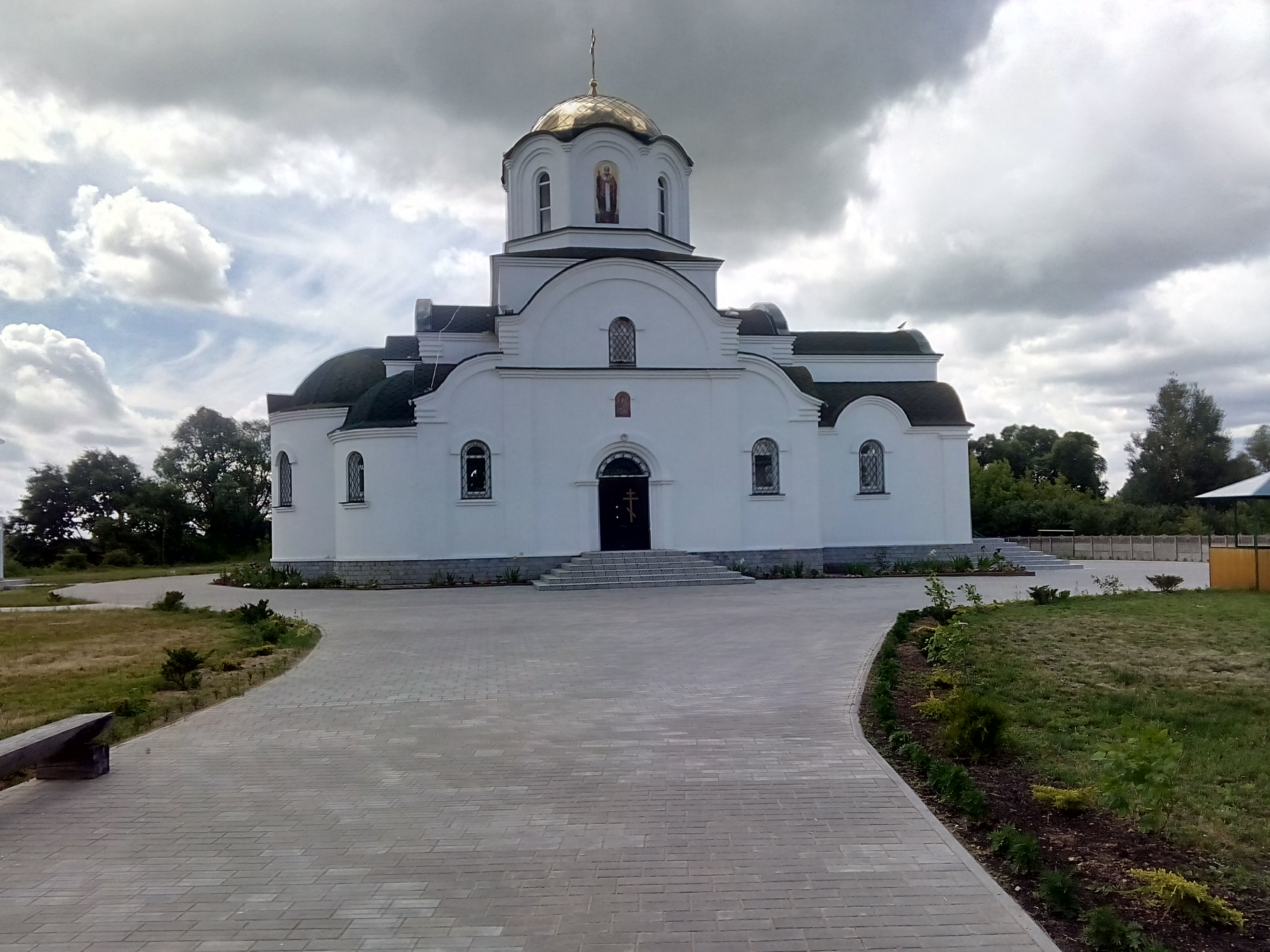
Sobór monasterski św. Jana Chrzciciela w Barkułabowie
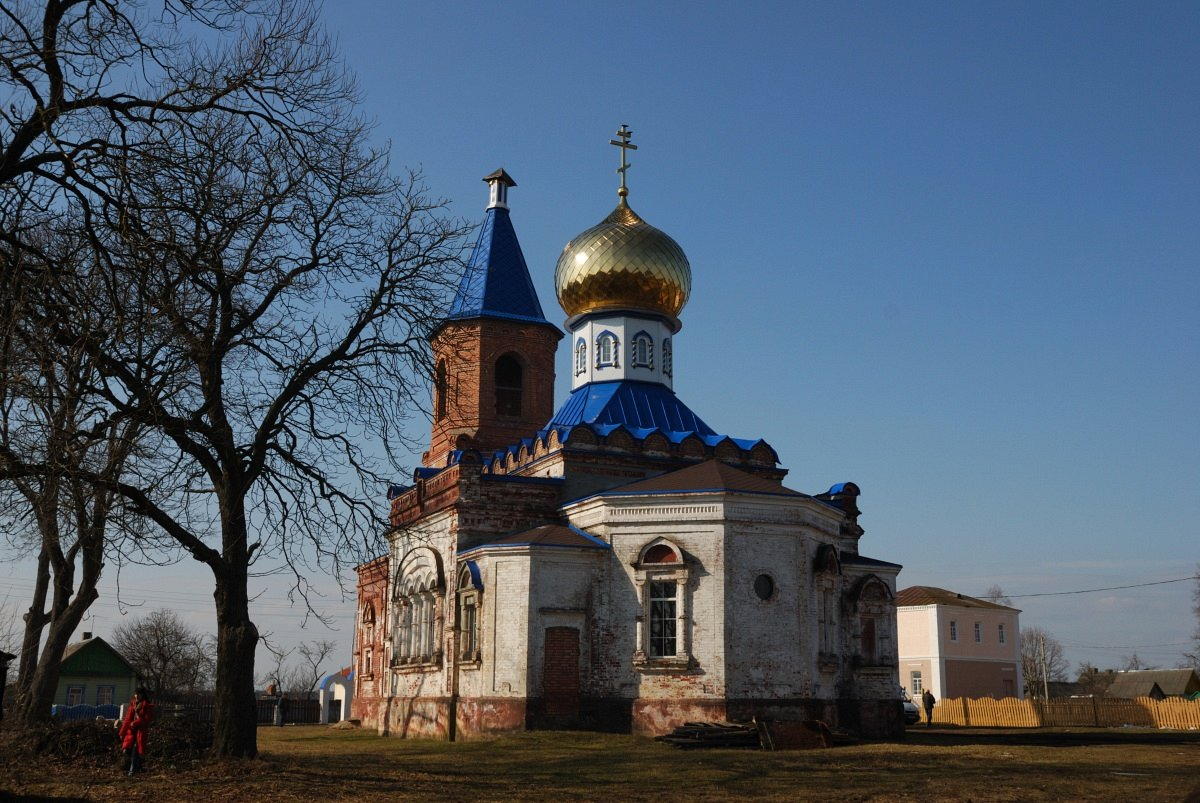
Cerkiew Kazańskiej Ikony Matki Bożej w Barkułabowie